# 黑色宣传

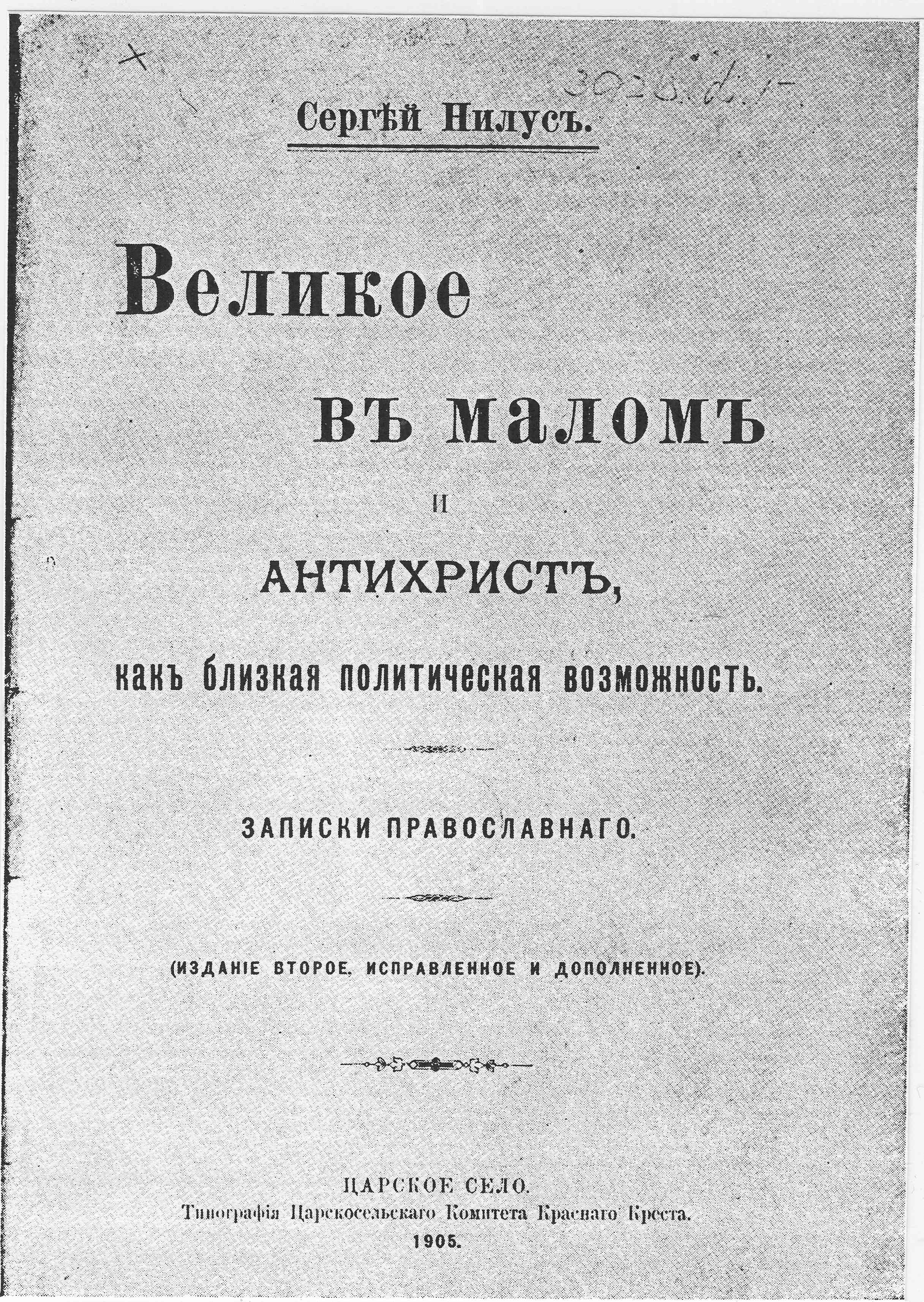
俄羅斯反猶太主義的黑色宣傳

黑色宣传是心理战技巧的一种，它是指将来源伪装成敌方来发布信息的方式。

## 例子
二战时，英国建立冒牌的德国官方电台加莱士兵电台对德军广播，试图瓦解德军士气。
1944年4月27日，纳粹德国的飞机伪装成英国飞机，对德国占领下的丹麦发布传单，上面以英国政府的名义宣称“解放的时刻已经到来”，要求德国占领下的丹麦的人民“接受俄罗斯人和美国黑人士兵的占领”，目的在于丑化同盟国在丹麦人民中的形象。